# Candezeollus
Candezeollus är ett släkte av skalbaggar. Candezeollus ingår i familjen Aphodiidae.
Kladogram enligt Catalogue of Life:
| Candezeollus | \| \| Candezeollus bicrenulatus \| \| \| \| \| \| Candezeollus candezei \| \| \| \| \| \| Candezeollus pseudocandezei \| \| \| \| |
|              | \| \| Candezeollus bicrenulatus \| \| \| \| \| \| Candezeollus candezei \| \| \| \| \| \| Candezeollus pseudocandezei \| \| \| \| |
|              | Candezeollus bicrenulatus |
|              | |
|              | Candezeollus candezei |
|              | |
|              | Candezeollus pseudocandezei |
|              | |